# Joachim Schnerf
Joachim Schnerf (né le 2 juillet 1987 à Strasbourg) est un éditeur et écrivain français.

## Biographie
Après des études littéraires en classe préparatoire, puis à la Sorbonne, Joachim Schnerf se spécialise dans l'édition à Paris et New York. Il entre chez Gallimard en 2010 avant de rejoindre Grasset, six ans plus tard, en tant qu'éditeur de littérature étrangère et membre du comité de lecture.
Il est également l'auteur de trois livres, dont deux œuvres de fiction. En 2018, son roman Cette nuit est récompensé par le prix Orange du Livre,.

## Œuvre

### Romans
- Mon sang à l'étude, éditions de l'Olivier, 2014
- Cette nuit, éditions Zulma, 2018 - Prix littéraire Jérôme Cahen, prix Cercle Chapel, prix Orange du Livre
- Le cabaret des mémoires, éditions Grasset, 2022

### Essai
- Publier la littérature française et étrangère, éditions du Cercle de la Librairie, 2016